# John Hammond (album)
| Recensione    | Giudizio |
| ------------- | -------- |
| 24.000 dischi | [ 1 ]    |

John Hammond è l'album di debutto di John P. Hammond, pubblicato dalla Vanguard Records nel settembre del 1963 .

## Tracce

### LP
Lato A
1. Still a Fool (Two Trains Running) – 3:18 (Muddy Waters)
2. Give Me a 32-20 – 3:37 (Arthur Big Boy Crudup)
3. Mabellene – 2:32 (Chuck Berry, Russ Frato, Alan Freed)
4. Louise, Louise Blues – 4:02 (J. Mayo Williams, Johnny Temple)
5. This Train – 2:23 (Big Bill Broonzy)
6. East St. Louis Blues – 3:01 (Furry Lewis)
7. Going Back to Florida – 2:50 (Lightning Hopkins)

Lato B
1. Mean Old Frisco – 3:13 (Arthur Big Boy Crudup)
2. I Got a Letter This Morning – 4:12 (Eugene Son House)
3. Alabama Woman Blues – 3:34 (Leroy Carr)
4. I'm Your Hoochie Coochie Man – 3:03 (Willie Dixon)
5. Crossroads Blues – 3:59 (Robert Johnson)
6. See That My Grave Is Kept Clean – 5:11 (Blind Lemon Jefferson)

### CD
CD pubblicato dalla Vanguard Records (WMD 2148)
1. Two Trains Running – 3:18 (McKinley Morganfield)
2. Give Me a 32-20 – 3:37 (Arthur Big Boy Crudup)
3. Maybelline – 2:32 (Chuck Berry)
4. Louise – 4:02 (Mixed sources, plus Robert Pete Williams)
5. This Train – 2:32 (Big Bill Broonzy)
6. East St. Louis Blues – 3:01 (Furry Lewis)
7. Going Back to Florida – 2:50 (Lightning Hopkins)
8. Mean Old Frisco – 3:13 (Arthur Big Boy Crudup)
9. I Got a Letter This Morning – 4:12 (Eugene Son House)
10. Alabama Woman Blues – 3:34 (Leroy Carr)
11. The Hoochie Coochie Man – 3:03 (Muddy Waters)
12. Crossroads Blues – 3:59 (Robert Johnson)
13. See That My Grave Is Kept Clean – 5:11 (Blind Lemon Jefferson)
14. Drop Down Mama – 2:50 (David Edwards) – Traccia bonus
15. Me and the Devil – 2:32 (Robert Johnson) – Traccia bonus
16. Ask Me Nice – 4:41 (John Hammond) – Traccia bonus
17. Hellhound Blues – 3:35 (Robert Johnson) – Traccia bonus
18. Midnight Hour Blues – 4:00 (Leroy Carr) – Traccia bonus

## Musicisti
- John P. Hammond - voce, chitarra, armonica (mouth harp)

Note aggiuntive
- Maynard Solomon - produttore, note retrocopertina album originale
- Jules Halfant - design album originale
- Bert Bach - fotografia copertina frontale album originale